# 폴리스 기관
폴리스 기관(Polis- The Jerusalem Institute of Languages and Humanities)은 예루살렘에 위치한 비영리 교육기관이다. 본 기관은 인문학 부활을 소망하며 동서양의 문화적 자료를
연구하는 학자들에 의해 2011년에 설립되었다. 문화적, 종교적 유산의 이해, 보존, 전승에 언어가 가장 근본적인 역할을 한다는 공통된 신념을 가진 이들은 19세기부터 고전언어의 학습방식에 변화가 필요함을 인지하였다.
폴리스는 응용언어학과 현대히브리어 학습 (Ulpan 교수법) 전문가들의 최근 연구개발 동향에 입각해서 현재 상용되는 언어를 학습하는 방법 (단일언어 홍수법- a monolingual, full-immersive environment)을 소위 사어 (dead languages)라고 일컬어지는 고전언어의 학습에 적용시켰다. 현 기관은 예루살렘 구시가 근처인 무스라라(Musrara)에 있다.

## 역사
2011년, 폴리스는 교육기관으로서 Non Profit Registry에 가입한 동시에 현대히브리어, 아랍어, 그리고 고대그리스어 강좌를 개설했다. 다양한 언어를 가르치는 여러 교사들을 모집하여 각자의 교수법을 공유하도록 돕는 것과 고전언어를 살아있는 언어로 가르치고 학습하는 것이 본 기관의 설립이념이었다. 폴리스는 언어 홍수법(가르치고자 하는 언어로만 모든 수업이 진행되는 방식)이 현대언어와 고전언어 학습에 중요한 역할을 한다는 것을 발견하는데 긴 시간이 걸리지 않았다. 이러한 영감은 특히 현대히브리어 교수법과 고전그리스어 교수인 크리스토퍼 리코(Christophe Rico)의 연구에서 비롯되었다.
본 기관이 비영리 단체로 설립된 이유는 문화적 유산을 언어를 통하여 가능한 한 많은 사람들에게 알리기 위함이었다.
2013년 폴리스는 고전문헌학 석사과정을 개설했다.
또한 현재 본 기관은 여러나라(이탈리아, 페루, 아르헨티나, 미국, 스페인, 모로코, 핀란드, 스웨덴, 필리핀)에 단기집중과정을 개설한 상태이다.

## 폴리스 교수법
폴리스는 다양한 접근법과 여러 기법의 융화를 통해 두 가지 주요 원리를 이끌어냈다.
    1) 언어학습은 언어 홍수법이 온전히 시행될 수 있는 환경에서 이뤄져야 한다.
    2) 문법구조는 어린아이가 자연스레 학습하는 문법 순서에 맞게 가르쳐야 한다.
이를 기반으로 폴리스는 70년대부터 미국과 캐나다에서 연구된 다양한 접근법과 기술들을 언어학습에 적용시켰다.

### 학습기법
전신 반응 교수법(Total Physical Response)은 미국의 심리학자 제임스 애셔 (새너제이 주립 대학교)가 그의 연구(어린아이의 언어학습 과정)를 기반으로 창안했다. 전신 반응 교수법이라는 명칭과 이론은 17세기 후반에 애셔의 저서 Learning Another Language through Actions가 출간되면서 대중들에게 알려지기 시작했다. 하지만 19세기 말에서 20세기 초가 되어서야 애셔의 발상은 직접식 교수법 (Natural or Direct Method)의 창시자로 알려진 W. H. D. Rouse가 지지했던 주장들과 많은 유사점을 갖게 되었다.
본 기관은 첫 수업을 비롯해 모든 학습 과정에 전신 반응 교수법을 적용시킨다. 첫 시간에는 교사가 학생들에게 명령문으로 어떠한 신체적 활동을 요구한다. 그리고 학생이 첫 수업에서 해야 할 일은 단지 명령문을 이해하고 알맞은 행동을 보이는 것이고 언어적 답변이나 반응이 요구되지 않는다. 기초언어훈련을 마치게 되면 학생들은 다른 학우가 행동을 보이면 그 행동에 대한 언어적 묘사를 연습하게 된다. 그 학우가 어떤 행동을 하는지 그리고 이 후에 어떤 행동을 보일 것인지에 대한 생각을 말로 표현하게 된다. 단계가 높아질수록 전신 반응 교수법이 강의실에서 사용되는 빈도는 점점 감소하지만 복잡한 문장 구조를 설명할 때 (헬라어의 절대속격 (Genitive Absolute)이나 라틴어의 대격 부정법(the accusativus cum infinitivo)에도 전신 반응 교수법이 효과적임이 증명되었다.

#### 스토리텔링

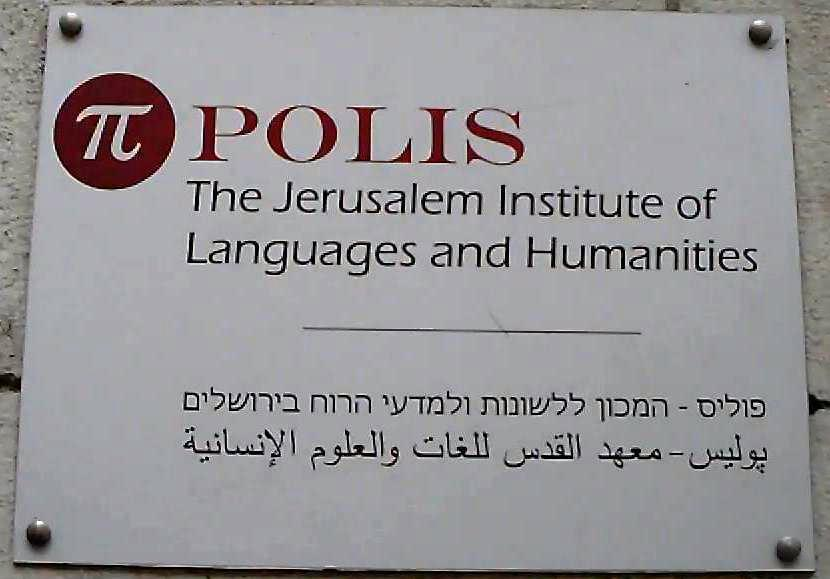
정문에 걸려있는 폴리스 기관 공식 플래카드

90년대에 스페인 교사인 블레인 레이(Blaine Ray)는 스티븐 크라센 (Stephen Krashen)의 외국어 학습에 관한 이론 (특히 학습자의 외국어 사용 능력에 관한 ‘이해가능한 입력’ (Comprehensible Input)에 영감을 받아 ‘스토리텔링’이라는 학습기법을 개발했다. 크라센이 주장한 이론의 핵심은 학습자가 온전히 이해가능한 문장들에 노출되어야 한다는 것이다. 이에 따라 새로운 단어와 문장구조를 학습하는 시기와 방법을 엄격히 관리함으로써 학습자가 배울 문구나 문장에서 차지하는 새로운 단어는 적은 비중을 차지하게 된다.
‘이해가능한 입력’을 현장에 활용할 수 있는 방안으로 레이는 학습자가 직접적으로 참여할 수 있는 이야기꾸러미를 개발했다. 이야기 속에서 학습자는 그들의 언어수준에 맞는 문장이나 문구를 접하고 의미와 뜻을 이해하는 작업과 함께 새로운 단어도 학습한다.
스토리텔링 학습기법의 채택을 통해 폴리스 교수법은 목표언어가 아닌 다른 언어를 통한 의미전달과 번역을 배제한다. 그리고 말하기 능력을 체내화하기 위해 학생들에게 단어가 아닌 문장으로 응답하도록 돕는 것도 폴리스가 갖고 있는 기법 중 하나이다.

#### 이야기짓기
‘이야기짓기 기법’ (Story Building)은 그레그 톰슨 (Greg Thomson, University of Alberta)에 의해 2007년 ‘참가자 성장 접근법’ (Growing Participator Approach- GPA)의 일환으로 처음 소개되었다. 그의 이론은 줄거리를 갖는 연속적 이미지를 담은 삽화를 학습자에게 제시하는 방법에 근거를 두고 있다. 제시된 이미지를 이미 습득한 단어들로 묘사하는 활동이 학습자에게 부여된다. 이를 통하여 학습자는 본인이 학습한 문법이나 단어를 장기적으로 기억할 수 있게 된다. 또한 새로운 어휘와 문장구조를 삽화와 연결지음으로써 학습효과를 극대화할 수 있다. 폴리스는 이 기법을 학습자가 동사의 현재형에서 과거형으로 도치시키는 연습에 적용한다.

#### 영상(映像)과 소품
기억은 감각경험과 밀접한 연관을 맺고 있기 때문에 영상과 소품을 통한 새로운 어휘학습은 학습자가 번역을 거치지 않고 직접적으로 어휘를 감각경험과 연결시키는 훈련에 효과를 극대화할 수 있다.

#### 2인 또는 소그룹 대화

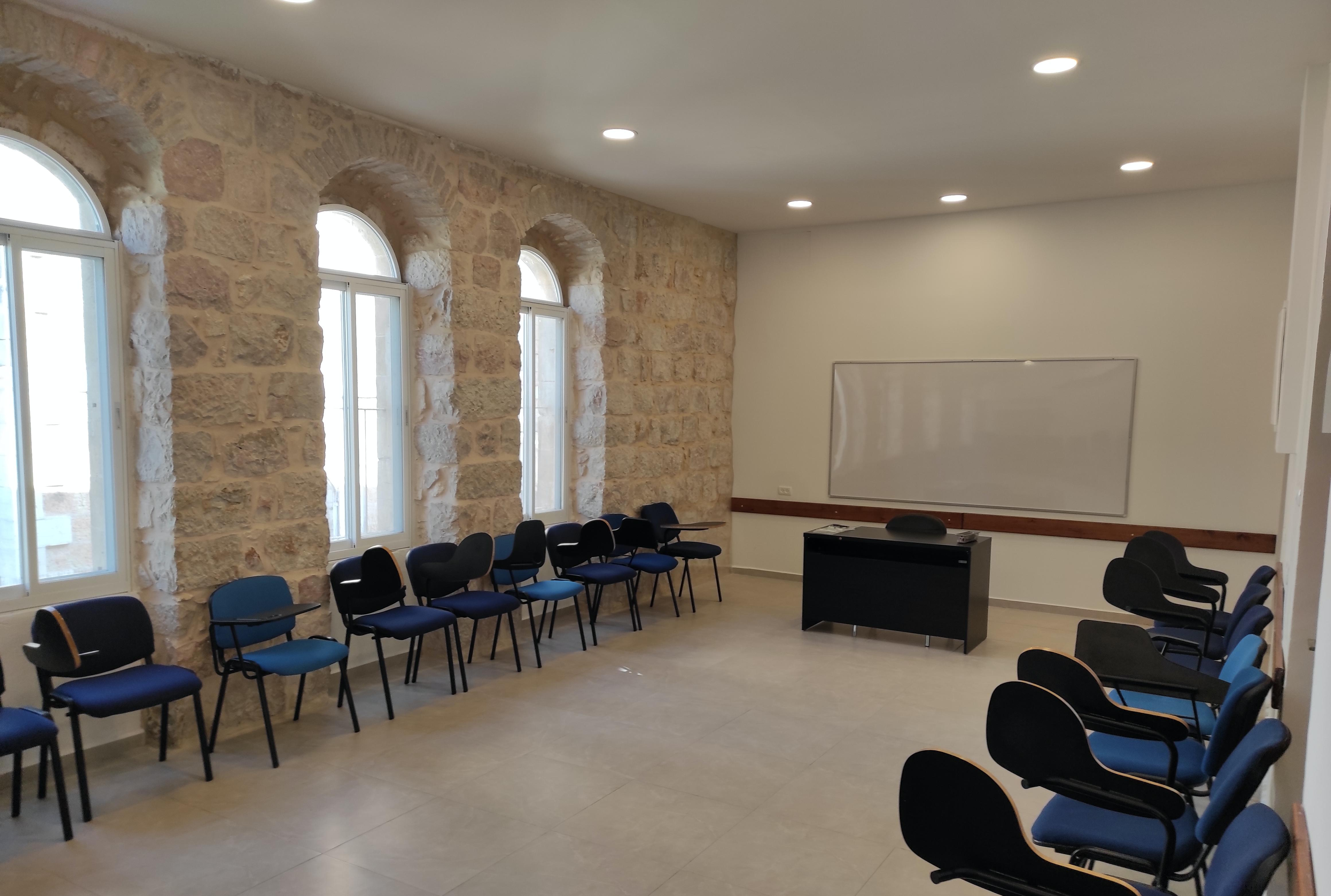
수업이 진행되는 교실풍경

폴리스는 현대언어 학습에 일반적으로 사용되는 학생들간의 대화훈련을 고전언어 학습에 접목시켰다. 그 날 학습할 문장구조나 어휘로 문장을 만들어 대화하는 훈련을 시키는데 좀 더 상위 과정을 학습하는 학생들에게 효과적인 것으로 나타났다. 오류의 최소화와 각각의 학생이 갖는 말하기 시간의 최대화를 위해 교사의 지도아래 2-5명 정도로 대화그룹이 구성된다.

#### 짜여진 일상적 표현들
최근 폴리스가 채택하고 개발을 통해 적용단계에 있는 학습기법은 ‘짜여진 일상적 표현들’ (Living Sequential Expression)이다. 이 접근법은 폴리스가 프랑스의 교육자이자 외국어 교사인 프랑수아 구앵 (연속적 방법- the Series Method을 통한 언어학습 개발자)의 연구에 영감을 받아 착안한 것이다. 이 기법은 학습자가 상황극 연기와 이에 맞는 언어적 묘사를 통해 논리적으로 연결된 행동의 배열을 배울 수 있도록 돕는다.

#### 이 외의 활동과 기법
학습하는 언어를 직접 사용할 수 있게끔 유도하는 활동들만이 학습자를 좀 더 자연스러운 언어 홍수법을 경험하도록 도와줄 수 있다. 그래서 폴리스는 학습자들에게 교실 밖에서 이루어지는 학습활동에도 참여하도록 권장한다. 대표적인 예로 본 기관에서는 점심시간에 학생 모두가 식사를 함께 하면서 오직 목표언어로만 대화를 한다.
  폴리스는 또한 노래를 통해 학습자가 어휘와 문법을 반복적으로 학습할 수 있도록 하였다. 예를 들어 헬라어를 배우는 학생들은 첫 일년간 10개정도의 노래를 배우게 된다.

## 학업

### 학위 과정

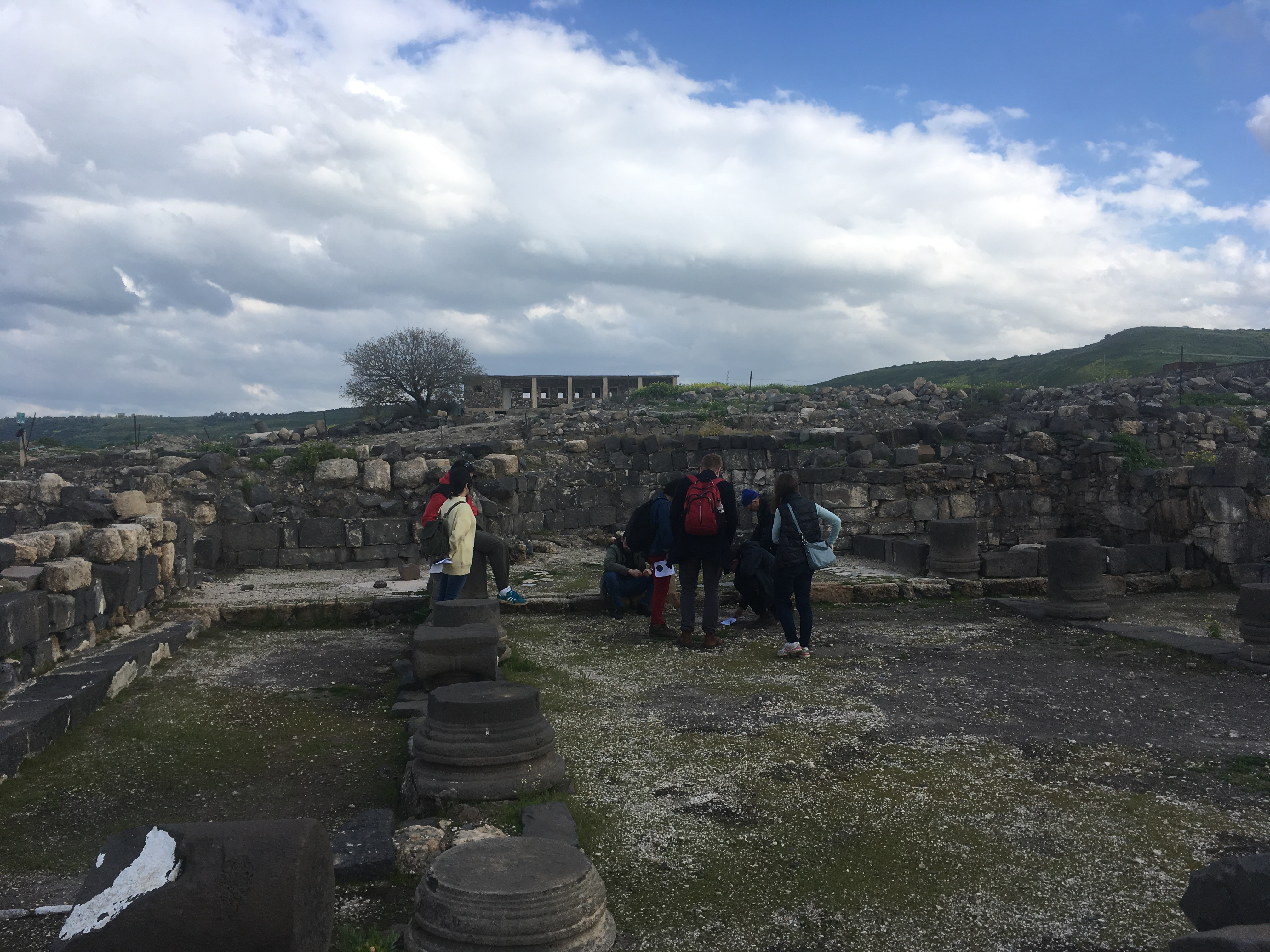
고대 유대인 공동체였던 감라 (Gamla)와 수시타 (Susita) 유적답사

좋은 평가를 받는 유럽 학교들(대표적으로 Pontifical University of Santa Croce in Rome, the University of Navarra in Pamplona, the international University of Catalonia in Barcelona가 있다)과의 협업으로 폴리스는 이스라엘에서 상주하면서 과정을 마치는 학생들에게 고전문헌학과 근동언어 석사학위를 제공한다. 처음에는 수료과정으로 운영되었는데 유럽 학교들과의 연계를 통해 석사학위 인정을 받았다. 고전문헌학 전공은 고대 그리스어와 성서 히브리어를 배우고자 하는 학생들을 위해 개설되었다. 반면 근동언어 전공은 현대 히브리어와 아랍어를 필수과목으로, 성서 히브리어와 아람어와 시리아어를 선택과목으로 제공하고 있다. 또한 두 석사과정 모두 언어연구에 도움이 되는 철학, 역사, 문학을 비롯한 다양한 분야를 선택과목으로 제공하고 있다.

#### 고전문헌학 석사과정
고전문헌학 전공은 고대 그리스어와 성서 히브리어를 배우고자 하는 학생들을 위해 개설되었다. 반면 근동언어 전공은 현대 히브리어와 아랍어를 필수과목으로, 성서 히브리어와 아람어와 시리아어를 선택과목으로 제공하고 있다. 또한 두 석사과정 모두 언어연구에 도움이 되는 철학, 역사, 문학을 비롯한 다양한 분야를 선택과목으로 제공하고 있다. 본 과정은Pontifical University of Santa Croce in Rome 또는the international University of Catalonia in Barcelona에 의해 학위가 수여된다. 

#### 근동언어 석사과정
본 과정에서는 대표적으로 히브리어와 아랍어가 있는 셈족언어를 중점적으로 배운다. 2년 동안 성서히브리어 또는 현대히브리어, 현대표준아랍어, 아랍어 (구어)를 학습힌다. 졸업을 위해서는 고전문헌학 전공과 마찬가지로 여러 필수 이론과목들을  수강하는 동시에 아랍 연구 과목 수강도 요구된다. 선택과목으로는 더 높은 수준의 히브리어와 아랍어 수업, 다른 이론 수업들, 다른 고전 언어 수업들 (라틴어, 고전 시리아어, 보하이라 콥틱어)을 수강할 수 있다. 논문을 제출해야하는 연구과정과 논문제출 대신 세미나 보고서, 추가적인 수강, 아랍어나 히브리어로 연설을 마치는 비연구과정이 있다. 본 석사는the University of Navarra in Pamplona에 의해 학위가 수여된다. 

#### 고전언어 교수법 집중과정
석사 또는 수료과정(Fluency Programs)에 등록된 2학년 학생들 중 교수법에 관심있는 학생은 ‘고전언어 교수법 집중과정’에 등록할 수 있다. 이 과정은 언어 홍수법에 근거한 고전언어 교수법이 갖는 다양한 요소들을 배우고 워크샵과 여러 방법론을 소개하는 강의에 참여할 수 있는 기회를 제공한다.

#### 셈족 문헌학 집중과정
근동언어 석사과정에 있는 학생들을 위해 폴리스는 성서히브리어, 사본연구, 아랍문헌과 철학 수업을 제공한다. 본 집중과정을 선택한 학생들은 성서히브리어 문헌학, 우가리트 언어와 문헌, 셈족언어 사본학을 필수적으로 수강해야한다. 

### 수료과정

#### 1년 수료과정
일 년간 예루살렘에 머물면서 공부하고 싶은 학생들을 위해서 폴리스는 고전문헌학과 근동언어 석사과정을 1년짜리로 단축시킨 과정을 제공한다. 이 과정을 성공적으로 마친 학생들에게는 폴리스에서 수료증을 부여한다.

#### 2년 수료과정
언어학습에만 집중하기 원하는 학생들을 위해서 폴리스는 석사 수준의 수료과정(Language Fluency)을 이 년짜리 프로그램으로 제공한다. 다른 학위가 없어도 누구나 이 과정에 지원할 수 있고 학습자는 본인의 언어 수준에 맞는 단계(초급부터 말하기, 읽기, 쓰기에 능숙한 수준까지)에 등록할 수 있다.

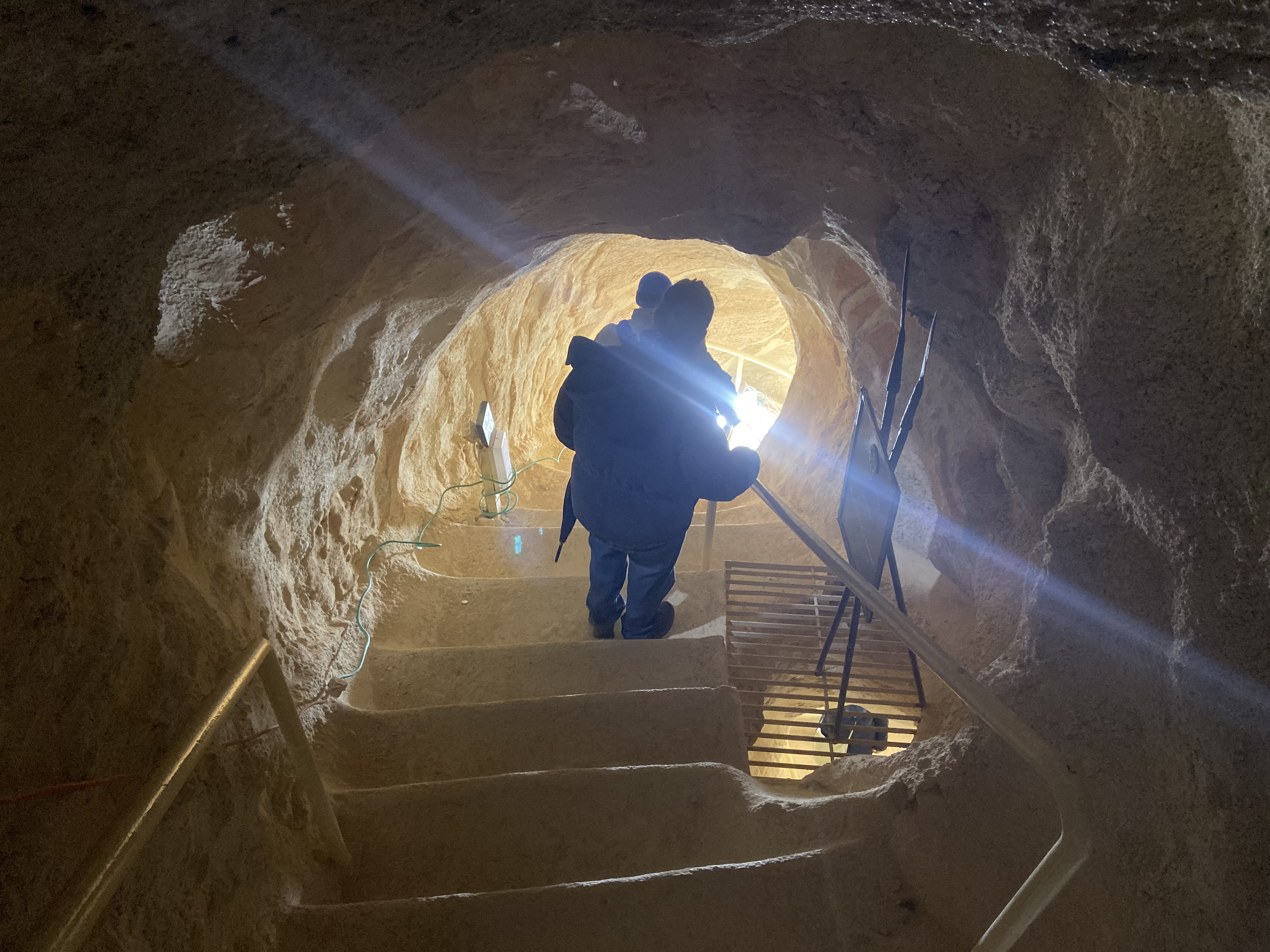
바르 코크바의 난(유대인의 두번째 항쟁)동안 유태인들이 헤로데 요새 (Herodium Fortress)에 건설한 지하터널 계단을 학생들이 탐방하고 있다.

폴리스는 현재까지 고대그리스어와 아랍어 수료과정에 한하여 이 과정을 제공하고 있다. 아랍어 과정에서는 현대 표준 아랍어와 레반트 아랍어(Levantine Arabic)라고 불리는 구어(Spoken Language)를 다룬다. 또한 이 과정을 수료하기 위해서는 학습하는 언어(Target Language)와 연관된 문화적 배경에 대한 이론적이고 실무적인 강의들이 필수선택과목으로 제공된다. 이를 통해 학생들은 좀 더 깊이 있게 언어와 문화를 이해할 수 있다.

### 여름계절학기와 국제 프로그램
여름동안 폴리스는 집중과정을 예루살렘과 세계 각지에서 제공한다. 현재 이탈리아(로마)와 미국(버지니아, 위스콘신, 플로리다, 메사츄세츠, 켄터키)에서 폴리스 교수법을 비롯해서 고대그리스어, 성서히브리어, 라틴어, 현대표준아랍어를 위한 계절학기와 단기 세미나가 열리고 있다.

#### 언어과정
정규학기 동안(10-2월) 폴리스는 고전언어와 현대언어 과정을 개설한다. 고전언어로는 고대그리스어, 성서히브리어, 라틴어, 보하이라어 (Bohairic Coptic)가 있고 현대언어로는 현대히브리어(Ulpan), 아랍어(구어), 현대표준아랍어가 있다. 이전에는 고대 시리아어와 수메르어 또한 배울 수 있었다.

#### 온라인과정
코로나19로 인한 세계적 변화는 폴리스 교수법이 온라인 영상 강의를 통해서도 학습효과가 있는지의 여부를 실험해 볼 수 있는 기회를 제공했다. 2020년 3월부터 전세계적으로 코로나19가 유행하면서 폴리스에서도 대면강의가 제약을 받았다. 이러한 문제를 타개하기 위해 본 기관은 즉각적으로 온라인 강의를 개설하였다. 수개월의 온라인 강의 경험과 지식을 통해 언어 홍수법과 언어발달역동에 관련된 학습기법들을 온라인 수업에 맞게 개편하였다. 개교이래 처음으로 본 기관은 성공적으로 온라인 언어강좌를 개설하면서 학생들에게 긍정적인 반응을 얻었다.  온라인으로 개설된 언어강좌로는 고대그리스어, 라틴어, 성서히브리어, 아랍어(구어), 현대표준아랍어, 현대히브리어, 콥틱어, 고대시리아어가 있다. 이러한 변화는 폴리스가 전세계에 온라인 이론강좌(Theoretical Courses) 또한 개설할 수 있는 가능성을 제시했다.

## 학술대회
본 기관은 다양한 인문학 분야를 주제로 학제간 국제학술대회를 개최하고 있다. 

### 2013년 - 문자의 기원
제 1회 폴리스 학제간 학술대회는 2013년 2월에 열렸다. 학술주제는 “문자의 기원”이었다. 전세계 전문가와 학자들이 참가하여 문자언어의 발전에 관하여 응용 언어학의 사회적 또는 심리적 관점을 가지고 토론을 가졌다. 문자의 기원은 이집트와 페니키아 사이에 위치한 지역에서 시작했을 것이라는 사실에 의견이 모아졌다. 비록 각 문자는 세계 각 지역에서 독립적으로 발생했을 지라도 본 학술대회에서 학자들은 어떻게 그리고 왜 문자가 탄생했는지에 대한 답변을 제시했다. 

### 2015년 - 알렉산드리아 도서관: 고대의 문화적 중심지
제 2회 폴리스 학술대회는 2015년 1월 '알렉산드리아 도서관: 고대의 문화적 중심지'라는 주제로 개최되었다. 70인역과 고대그리스 문헌 전문가와 언어학자들 뿐 아니라 역사가와 고고학자들도 본 학술대회에 참가하여 기원전 3세기부터 기원전 48-30년 클레오파트라가 통치하기까지 학문의 중심지로 일컬어졌던 알렉산드리아 도서관에 관련된 끊이지 않는 질문들을 가지고 토론을 하였다. 이 거대했던 도서관이 정확히 어디에 위치했었는지, 어떤 종류의 문서들이 비치되었는지, 어느 정도까지 본 왕실 도서관이 다양한 언어와 문화의 만남의 장소였는지, 왜 몇몇 고대작가들은 도서관의 소멸에 대해 침묵하였는지와 같은 질문들에 대한 답변을 탐구하고 찾아보는 시간을 본 학술대회를 통해 가졌다.  

### 2016년 - 소쉬르의 저서 '일반 언어학 강의' 재조명: 1916 - 2016년
본 기관은 제 3회 학술대회를 2016년 3월 31일부터 4월 1일까지 개최했다. 본 대회는 언어학의 아버지라고 일컫는 페르디낭 드 소쉬르의 강의 노트를 엮은 ‘일반 언어학 강의’라는 책의 100주년을 기념하여 '일반 언어학 강의 재조명: 1916-2016'이라는 주제로 개최했다. 일반 언어학, 화용론, 문헌학, 방언학, 번역학, 용어학, 철학을 연구하는 십여 명이 넘는 학자들이 참여하여 소쉬르가 세미나에서 주창하면서 인문학 분야에 지대한 영향을 끼친 과학적 연구에 관해 토론을 벌였다. 소쉬르가 주장했던 이론과 배경뿐만 아니라 20세기와 21세기에 그의 업적이 어떻게 받아 들여졌으며 어떠한 영향을 끼쳤는지에 대한 토론도 진행되었다. 

### 2018년 - 유산의 전승: 고대부터 21세기까지의 고전언어 교수법
2018년 4월 16-17일에 열린 제 4회 학제간 학술대회는 ‘유산의 전승: 고대부터 21세기까지의 고전언어 교수법’이라는 교육학적 주제를 다뤘다. 본 학술대회에서 서른 명이 넘는 학자들과 언어 교사들이 모여 제출된 보고서를 가지고 토론과 발표가 진행되었다. 발표된 보고서를 모아 출판된 학술서적은 수세기에 걸친 라틴어, 그리스어, 히브리어 교수법, 고대 수메르어로 글을 쓰는 법 배우기, 라틴 교사들이 영상에서 사용한 묘사법, 역사관련 주제를 담고 있다. 4 대륙을 대표해서  네덜란드, 크로아티아, 영국, 불가리아, 폴란드, 스웨덴, 프랑스, 이탈리아, 미국, 브라질, 아르헨티나, 이스라엘, 일본에서 온 학자들이 본 학술대회를 빛냈다.

## 폴리스 출판
본 기관은 자체적인 출판사를 가지고 있는데 이를 통해 폴리스 교수법에 대한 책들을 출판하고 있다. 그리고 고전언어, 문화, 언어학습 교수법, 언어와 언어학습의 역사와 같은 분야에 관련된 연구보고서도 발행하고 있다.

### 고전언어 교재

#### Πολις (Polis): Λαλεῖν τῇ κοινῇ διαλεκτῳ τῇ ζώσῃ (Speaking Greek as a Living Language)

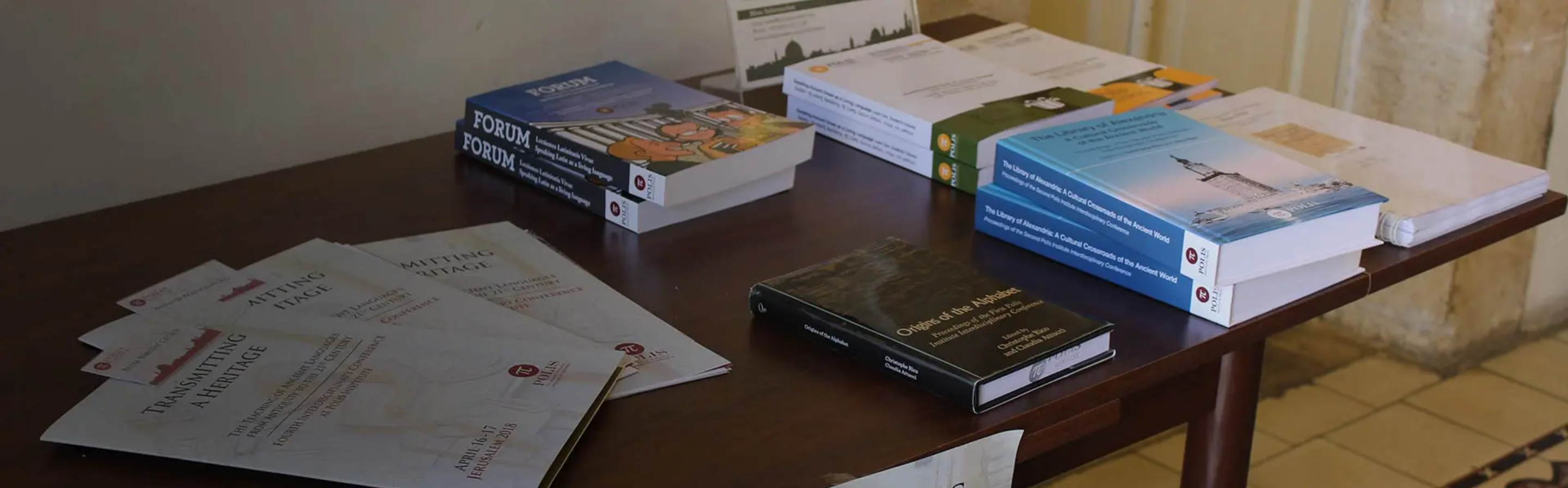
폴리스 기관에서 출판한 책들

“Polis: Speaking Greek as a Living language”는 폴리스 출판에서 처음 발행한 영어판 교재이다. 각 단원에서 소개되는 담화와 본문은 폴리스 교수인 언어학자 크리스토퍼 리코(Christophe Rico)가 그림은 포 모랄레스(Pau Morales)가 창안하였다. 게다가 본 교재는 고대그리스어로 가사가 쓰여진 일곱개의 곡조(폴리스 공식 홈페이지에서 확인할 수 있다 - https://www.polisjerusalem.org/resources/audios/)를 포함한다. 12단원으로 구성된 레벨1 교재는 프랑스어(Editions du Cerf, 2009), 이탈리어(Edizioni San Paolo, 2010), 독일어(Helmut Buske, 2011)로 먼저 출간이 되었다. 그리고 2015년에 20단원으로 개편된 영어판이 학생용과 교사용으로 나뉘어 제작되었다. 
본 교재는 철저히 폴리스 교수법의 핵심인 언어 홍수법에 기반하여 개발되었다. 영어로 쓰여진 지시문(좀 더 높은 고대그리스어 수준을 요구하는 연습문제의 지시문 포함), 서문, 문법용어를 제외하고는 대부분의 내용이 고대그리스어로 표기되었다.

#### Forum: Lectiones Latinitatis Vivae (Speaking Latin as a Living Language)
저자에 의하면 본 라틴어 교재는 현대언어학습에서 쓰이는 주요한 방법들을 고전언어에 접목시킨 폴리스 교수법을 라틴어 학습에 활용한 첫 번째 책이다. 고대그리스어 교재를 출판하면서 얻은 영감과 경험을 바탕으로 2017년 출간되었다. 고대그리스어 교재에서 등장하는 등장하는 인물들 몇 명과 몇 개의 담화주제가 본 교재에도 담겨있다. 그러나 고대그리스어 교재의 저자인 크리스토퍼 리코가 프랑스, 오스트리아, 네덜란드, 스페인의 학자들로 구성된 팀과 함께 제작하였다는 것이 이 책이 갖고 있는 특징이다.

### 연구 간행물

#### Origins of the Alphabet: Proceedings of the First Polis Institute Interdisciplinary Conference

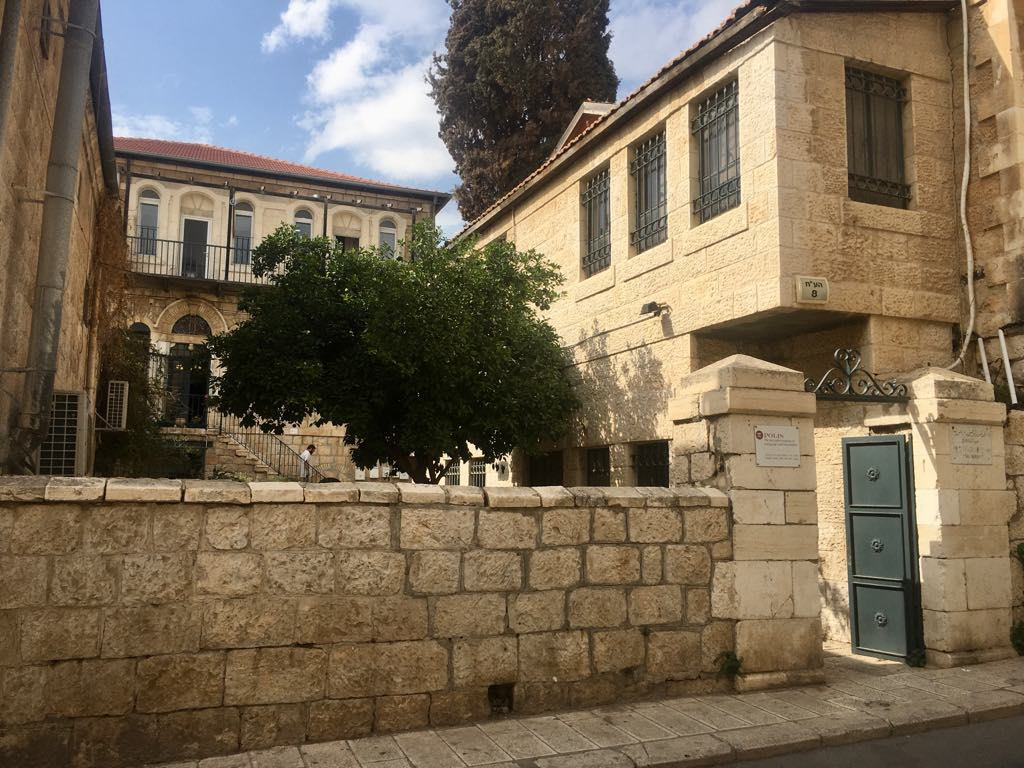
거리에서 바라본 폴리스 기관

본 간행물은 폴리스 기관에서 주최했던 제 1회 학제간 학술대회에서 발표된 자료들을 모아 엮은 것이다. 크리스토퍼 리코와 클라우디아 아투치의 편집을 거쳐 영어와 프랑스어로 출간된 이 책은 문자의 기원과 관련된 주요 요소들과 사건들에 관해 여러 학자들이 일치된 의견을 가지고 있음을 제시한다. 아론 뎀스키, 마리아 비토리아 토니에티, 에밀 푸에흐, 오를리 골드와서, 파스칼 베르너스, 크피스토퍼 리코, 클로틸데 폰테코르보, 프랑카 로시가 기여했다.

#### The Library of Alexandria: A Cultural Crossroads of the Ancient World: Proceedings of the Second Polis Institute Interdisciplinary Conference
본 저서는 폴리스 학술대회 자료로써 고대에 가장 유명한 도서관은 어디에 있었는지에 대한 질의를 탐구한 결과물이다. 알렉산드리아 도서관 건축양식과 서적들, 70인역과의 연관성, 도서관 화재에 관련된 수수께끼와 같은 다양한 주제를 포함하고 있다. 아울러 본 서적은 크리스토퍼 리코와 앙카 단이 편집했으며 헬렌 프라가키, 엠마누엘 프리드하임, 실비 호니검, 크리스토퍼 퀴세, 앙카 단, 다니엘라 듀엑, 얀 요스텐, 제인 라이트풋, 크리스토퍼 리코, 에띠앙 노데의 보고서가 내용을 채웠다.

#### The Cours de Linguistique Générale revisited: 1916-2016: The Third Polis Institute Interdisciplinary Conference

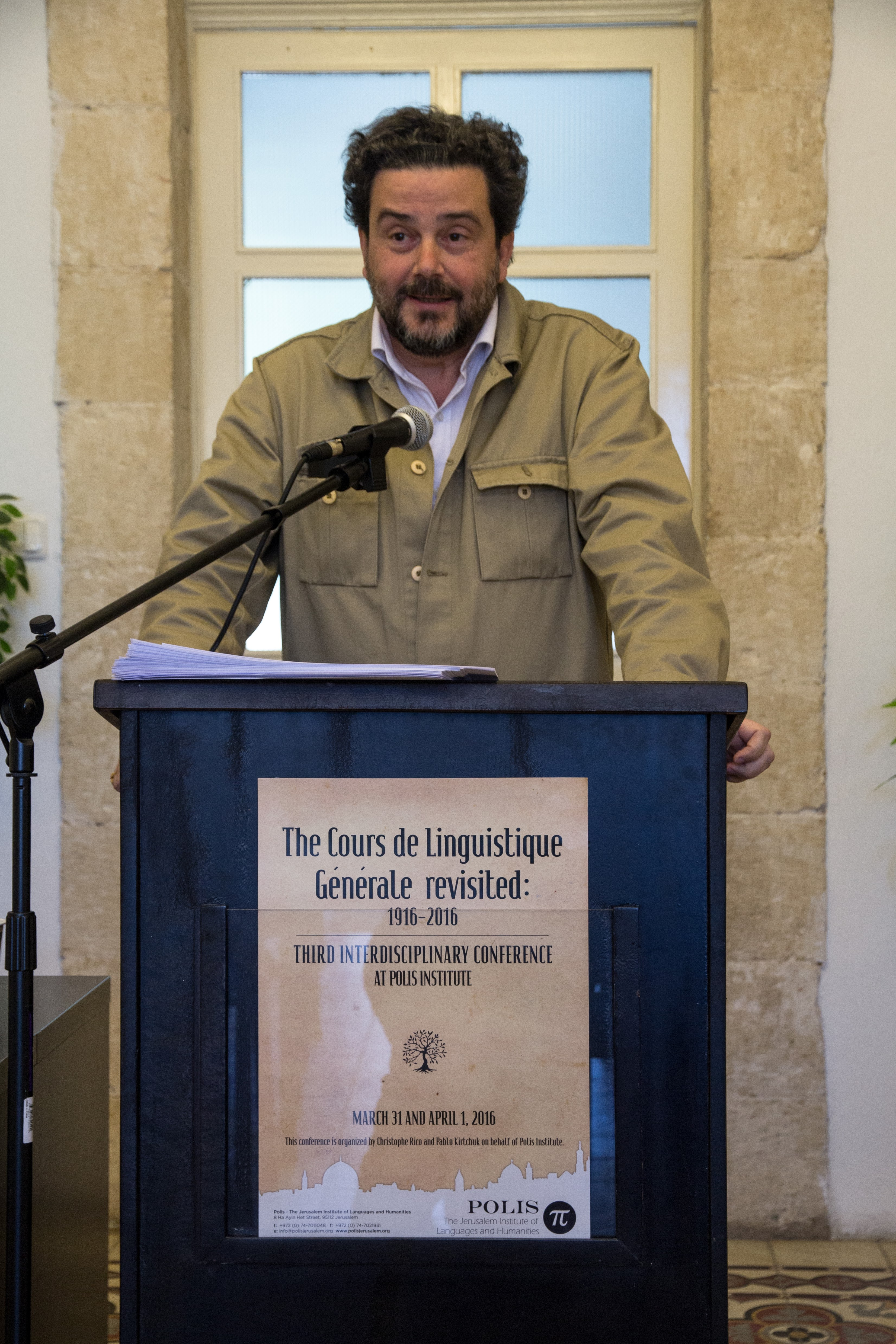
철학자, 언어학자, 시인, 실존주의 심리학자인 조지 엘리아 사르파티가 폴리스에서 열린 제 3회 학제 간 학술대회에서 연설하고 있다.

본 저서는폴리스에서 주체한 제 3회 학제간 학술대회에서 발표된 자료들의 모음집이다. 크리스토퍼 리코와 파블로 키프추크가 편집하였다. 출판에 도움을 준 저자들과 학자들로는 이스라엘, 독일, 프랑스, 벨기에, 스페인에서 온 엘리쭈르 바르아셀 시걸, 시릴 아슬라노브, 게르다 하슬러, 에란 코헨, 길버트 라자드, 헤르만 팔레트, 프랑수아 자크송, 조지 클라이버, 모리스 페르니에, 조지 엘리아 사파티, 파블로 키프추크, 로익 드펙케르, 크리스토퍼 리코, 호세 이그나시오 무리요가 있다. 학술대회 때 회의와 토론에서 다룬 세가지 분야가 책의 목차를 간략히 설명해준다: CLG에 관한 자료들의 재평가와 현대 언어학에 끼친 CLG의 영향, CLG의 주요 개념과 이분법, CLG로는 아직 예측할 수 없지만 가능한 연구방법들.

## 폴리스 공동체

### 국제성과 다양성
본 기관이 제공한 정보에 따르면, 폴리스 학생들과 직원들은 독특한 다국적 학습 공동체를 형성한다. 학자와 전문가로 구성된 학생과 졸업생은 6개 대륙, 30개가 넘는 나라에서 모였다.
아프리카
이집트, 나이지리아, 남아프리카 공화국
아시아
중국, 인도, 인도네시아, 이스라엘, 필리핀, 대한민국, 대만, 터키
유럽

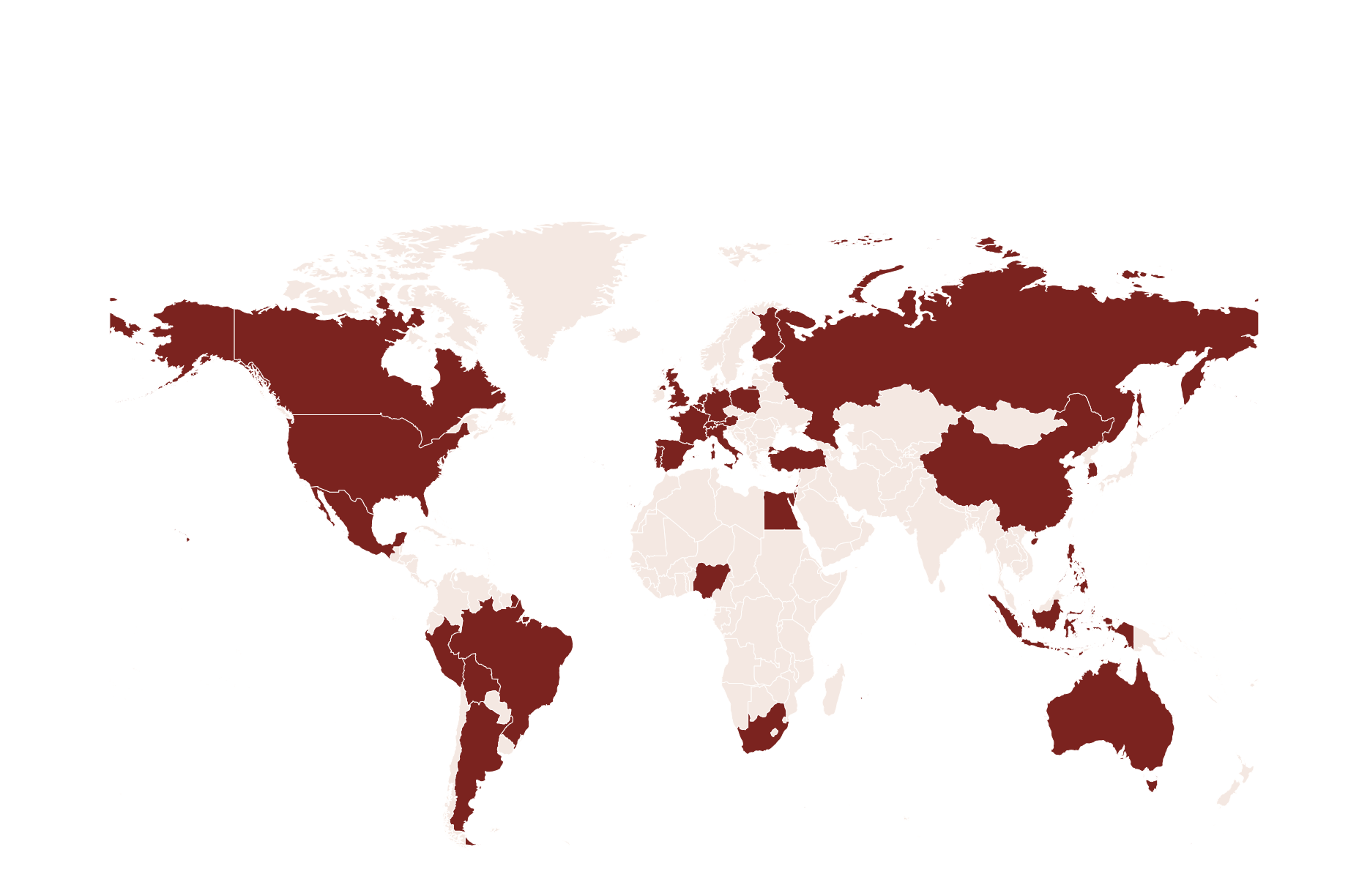
폴리스 학생과 졸업생 분포가 표기된 세계지도

오스트리아, 핀란드, 프랑스, 독일, 이탈리아, 네덜란드, 폴란드, 포르투갈, 러시아, 스페인, 스위스, 영국
북아메리카
캐나다, 미국
오세아니아
호주
남아메리카
아르헨티나, 볼리비아, 브라질, 칠레, 에콰도르, 페루

### 학생과 졸업생 사업

#### DiaLogo Academy
DiaLogo는 학생 사업의 일환으로 폴리스의 산하기관으로 2018년 1월 설립되었다. 폴리스에서 고전언어와 셈족언어를 공부한 2명의 졸업생이 창립자다. 본 기관은 폴리스 교수법을 가지고 스페인어, 영어와 같은 현대 언어를 가르치는 혁신적인 언어학습 플랫폼을 가지고 있다. 폴리스와는 학술 협력관계를 맺고 있다.

### 지역

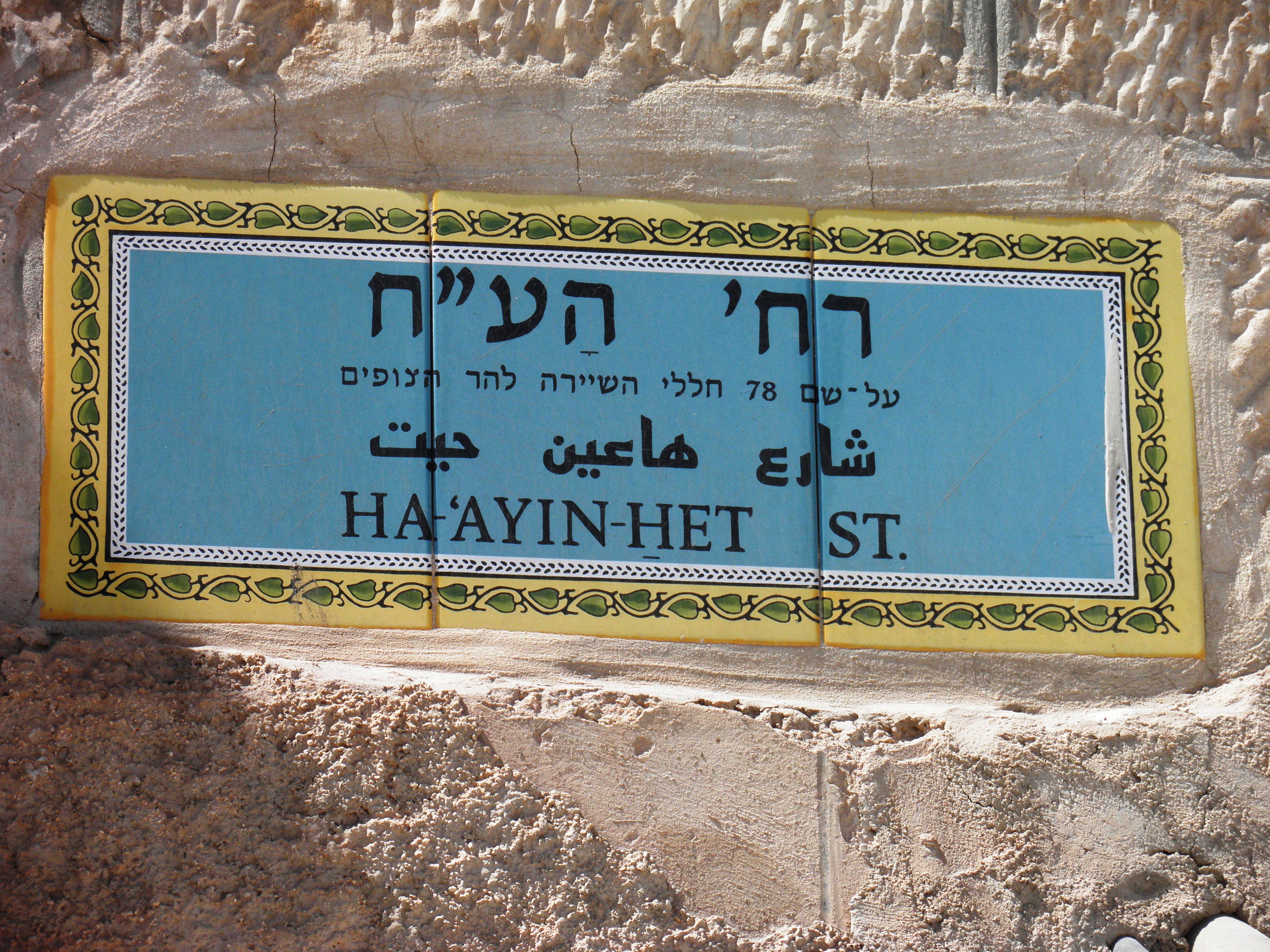
폴리스가 위치해 있고 77명이 살해된 하다사 의료 호송 대학살이 벌어진 Ha-Ayin-Het 도로명

폴리스가 위치해 있는 무스라라 지역는 이전에 민족갈등과 사회적 긴장이 흐르는 곳이었다. 폴리스가 위치해 있는 도로의 명칭은 이 지역에서 일어난 한 갈등을 표명한다. Ha-Ayin-Het (히브리어로הע"ח) 라는 도로명은 숫자 77을 뜻하는데 이는 역사적으로 '하다사 의료 호송 대학살'이라고 알려진 사건에서 살해된 출신이 불분명한 한 명과 나머지 77인을 뜻한다.
수 년 동안, 예술가, 지성인, 자원 봉사자들이 하나씩 모여들기 시작하면서 이 지역은 새로운 시대를 맞이했다. 또한 다양한 문화의 접합점인 중심가에 위치, 역사적 사건이 일어난 장소, 그림 같은.풍경을 자아내는 곳이라는 수식어는 무스라라 지역의 가치를 높인다. 폴리스 기관 외에도 Naggar School of Photography, Media and New Music (무스라라 예술학교의 여러 이름 중 하나다), Museum On The Seam이 이 지역을 새롭게 장식하고 있다. Bezalel Academy of Art또한 무스라라 근처에 위치한 Russian Compound 지구로 옮겨질 예정이다.
또한 폴리스 근처에는École Biblique (성서와 고고학 연구에 특화된 프랑스 학교다)와 스웨덴 신학교가 위치해 있다. 

## 같이 보기
- 이스라엘의 교육